# Олефир, Виктор Остапович
Виктор Остапович Олефир (11 июня 1944, Остров — 10 марта 2024) — советский и российский военный и общественно-политический деятель, генерал-майор пограничных войск.

## Биография
Родился 11 июня 1944 года в городе Остров (Ракитнянский район, Киевская область). Образование — высшее (в 1983 году окончил Военно-политическую академию имени Ленина). С 1961 по 1997 годы проходил службу в пограничных войсках КГБ СССР и России. В 1972—1976 годах работал в аппарате ЦК ВЛКСМ в составе действующего резерва КГБ, в 1987—1990 годах работал в аппарате ЦК КПСС в государственно-правовом отделе в составе действующего резерва КГБ. В звании генерал-майора — инструктор сектора проблем госбезопасности при отделе административных органов ЦК КПСС с 1987 по 28 июля 1990 года.
Был заместителем начальника оперативной группы ГУПВ. В 1990—1997 годах — начальник Голицынского пограничного института. С июля 1997 по январь 1999 года был президентом московского хоккейного клуба «Динамо». Позже занимал должность председателя совета директоров ОАО «Машзавод».
В 1999—2001 годах был первым заместителем главы администрации Одинцовского района Московской области. В 2002 году был назначен советником губернатора Московской области. Был выдвинут отделением партии «Единая Россия» в качестве кандидата в депутаты Совета депутатов сельского поселения Захаровское Одинцовского муниципального района Московской области на выборы 11 октября 2009 года.
Являлся автором ряда учебных пособий. Отмечен рядом наград (в том числе орденом Красной Звезды и более чем 30 медалями).
Умер 10 марта 2024 года в 10 часов утра после продолжительной болезни в возрасте 79 лет.